# Rocket to Russia
Rocket to Russia är det amerikanska punkbandet Ramones tredje album, släppt 1977. Albumet räknas som ett av gruppens bästa, och är också ett av deras mest populära med låtar som "Sheena Is a Punk Rocker", "Rockaway Beach" och "Teenage Lobotomy". Här har särskilt surfrocken fått utrymme som inspirationskälla. Annars är det som vanligt när det gäller Ramones tidiga verk, korta och direkta kompositioner.
Musikkritikern Dave Marsh menade i sin recension 1977 att skivan var årets bästa amerikanska rock and roll-skiva, och tillade att det troligen är det roligaste rockalbum som gjorts.
Albumet rankades som nummer 106 i 2004 års version av Rolling Stones lista The 500 Greatest Albums of All Time.

## Låtlista
Låtar utan upphovsman skrivna av Ramones.
Sida ett
1. "Cretin Hop"  - 1:56
2. "Rockaway Beach" - 2:06
3. "Here Today, Gone Tomorrow" - 2:49
4. "Locket Love"  - 2:11
5. "I Don't Care" - 1:39
6. "Sheena Is a Punk Rocker" - 2:49
7. "We're a Happy Family" - 2:31

Sida två
1. "Teenage Lobotomy" - 2:01
2. "Do You Wanna Dance?" (Bobby Freeman) - 1:55
3. "I Wanna Be Well" - 2:28
4. "I Can't Give You Anything" - 2:01
5. "Ramona" - 2:37
6. "Surfin' Bird" (Carl White/Alfred Frazier/John Harris/Turner Wilson) - 2:37 (cover på The Trashmen)
7. "Why Is It Always This Way?" - 2:15

## Listplaceringar
| Lista (1978)   | Position               |
| -------------- | ---------------------- |
| Finland        | 11                     |
| Kanada         | 36 (RPM)               |
| Storbritannien | 60 (UK Albums Chart)   |
| Sverige        | 31 (Sverigetopplistan) |
| USA            | 49 (Billboard 200)     |

### Fotnoter
1. ↑  https://www.rollingstone.com/music/music-album-reviews/rocket-to-russia-201235/
2. ↑  https://www.rollingstone.com/music/music-lists/500-greatest-albums-of-all-time-156826/ramones-rocket-to-russia-172297/
3. ↑  ”Listplacering”. http://suomenlistalevyt.blogspot.com/2015/08/r-rar.html. Läst 10 mars 2022.
4. ↑  ”Listplacering”. https://www.bac-lac.gc.ca/eng/discover/films-videos-sound-recordings/rpm/Pages/image.aspx?Image=nlc008388.5514a&URLjpg=http%3a%2f%2fwww.collectionscanada.gc.ca%2fobj%2f028020%2ff4%2fnlc008388.5514a.gif&Ecopy=nlc008388.5514a. Läst 10 mars 2022.
5. ↑  ”Ramones Chart History” (på engelska). The Official UK Charts Company. https://www.officialcharts.com/artist/16227/ramones/. Läst 10 mars 2022.
6. ↑  ”Listplacering”. https://swedishcharts.com/showitem.asp?interpret=Ramones&titel=Rocket+To+Russia&cat=a. Läst 10 mars 2022.
7. ↑  ”Billboard, Listplacering”. https://www.billboard.com/artist/the-ramones/. Läst 10 mars 2022.